# Association sportive fleurantine
Maillots
Actualités
L'Association Sportive Fleurantine (ASF) est un club de rugby à XV français fondé le 7 mars 1906 et basé à Fleurance dans le département du Gers.
Il évolue actuellement en Nationale 2.

## Historique

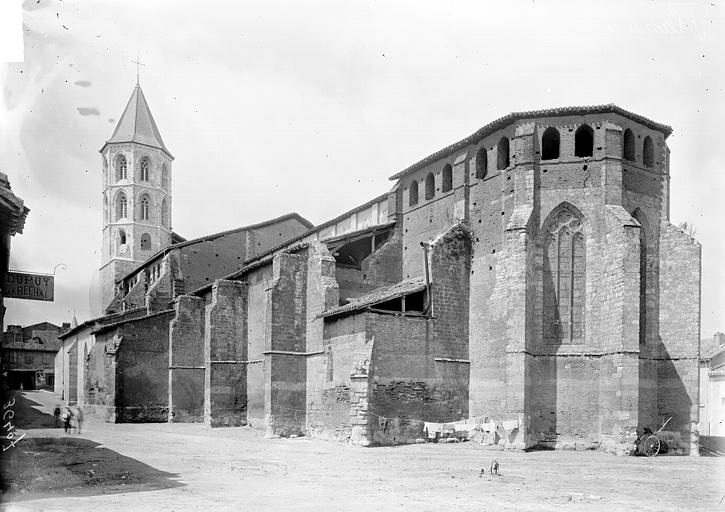
Fleurance au siècle dernier.

### Débuts en championnat régional

#### Champion Honneur Armagnac-Bigorre (1967)
En 1967, l'ASF est champion Honneur Armagnac-Bigorre.

#### Champion Honneur Armagnac-Bigorre (1970)
En 1970, l'ASF, renforcé par l'ancien talonneur international Jean-Claude Malbet remporte un second championnat d'Honneur Armagnac-Bigorre et monte en 3e division.

### Ascension au championnat national

#### Vice-champion de France de3edivision(1971)
En 1971, l'ASF est finaliste du championnat de France de 3e division et monte en 2e division où il obtient sa qualification pour les seizièmes de finale avant de se maintenir plus difficilement la saison suivante.

#### Double vainqueur de la coupe de l'Offensive (1974 et 1975)
Le club remporte deux coupe de l'Offensive en 1974 et 1975.

#### Montée en première division  groupe B (1975)
En 1975, l'ASF, renforcé par les anciens internationaux Pierre Biémouret et Jacques Londios qui arrive de Montauban, monte en 1re division groupe B après une victoire sur Millau en huitième de finale du championnat de France de deuxième division au stade Camille-Guibert de Decazeville.

#### Vainqueur du challenge de l'Essor (1976)
Le club dispute l'année suivante le championnat de 1re division groupe B et remporte le challenge de l'Essor.

#### Descente en2edivisionpuis en3edivision
En 1977, le club termine en position de relégable le championnat de 1re division groupe B et réintègre la 2e division en 1977-1978 avant de retrouver cinq ans plus tard la 3e division (1981-1982).

#### Vice-champion de France de3edivision(1984)
En 1984, l'ASF est finaliste du championnat de France de 3e division et monte en 2e division.

#### Vainqueur du challenge de l'Essor (1997)
En 1997, l'ASF remporte un second challenge de l'Essor après avoir disposé en finale du Stade montois.

#### Vainqueur de la coupe de l'Offensive (1998)
Le club remporte une troisième coupe de l'Offensive en 1998.

#### Vainqueur de la coupe de l'Offensive (2009)
Le club remporte une quatrième coupe de l'Offensive en 2009.
En 2011, l'ASF se maintient in extremis en Fédérale 2 grâce à la victoire lors de la dernière journée du championnat contre le SC Tulle.
En 2013 et 2014, l'ASF, renforcé notamment par Luc Lafforgue se qualifie en 8e de championnat de France mais rate la marche de la Fédérale 1.
En 2017, l'ASF, renforcé par le talonneur Djalil Narjissi termine second de sa poule et se qualifie pour les 16e du championnat de France contre l'US Bergerac où l'aventure s’arrête.

#### Vice-champion de France de Fédérale 2 (2018)
En 2018, l'AS Fleurance termine premier de sa poule puis poursuit son parcours en phases finales.
Ce dernier s’arrête au stade municipal de Leucate en finale face à l'AS Bédarrides Châteauneuf-du-Pape.
L'ASF termine donc vice-championne de France de Fédérale 2 et monte en Fédérale 1.

#### Accession en Nationale 2 (2022)
En 2022, le club est promu dans le nouveau championnat de Nationale 2.
Fleurance recrute notamment Kane Palma-Newport, Pierre Dupouy, Jean-Blaise Lespinasse et Simon Zubizaretta.

## Identité visuelle

### Logo

Évolution du logo
Ancien logo.
Logo depuis 2022.

## Palmarès
| Compétitions nationales | Compétitions jeunes |
| --- | --- |
| - 2018 : Vice-champion de France de Fédérale 2 - 2009 : Vainqueur de la Coupe de l'Offensive - 1998 : Vainqueur de la coupe de l'Offensive - 1997 : Vainqueur du challenge de l'Essor - 1984 : Vice-champion de France de 3e division - 1976 : Vainqueur du challenge de l'Essor - 1975 : Vainqueur de la coupe de l'Offensive - 1974 : Vainqueur de la coupe de l'Offensive - 1971 : Vice-champion de France de 3e division - 1970 : Champion Honneur Armagnac-Bigorre - 1967 : Champion Honneur Armagnac-Bigorre | - 2008 : Champion de France Reichel B (Ent. Fleurance Lectoure) - 1994 : Vainqueur du challenge des Provinces Juniors B |

## Personnalités

### Les présidents
- 1906-1911 : Emile Gissot
- 1911-???? : Auguste Bodin
- ????-???? : Alfred Cazassus
- 1924-1925 : André-Paul Cadéot
- 1925-1930 : M. Maurens
- 1930-1933 : Jean Monties
- 1933-1936 : René Auriac
- 1936-???? : Marcel Eufferte
- ????-1945 : Jean Trémoulet, puis Ulysse Ader et André Daubas
- 1945-???? : René Auriac et Ulysse Ader
- 1950-1951 : Pierre Soulès puis Pierre Lannes
- 1951-1968 : Sylvain Boyer
- 1968-1972 : Jean Pallas
- 1972-1973 : J.-J. Castel
- 1973-1974 : Jean Pallas
- 1974-1979 : Maurice Ortholan
- 1979-1980 : Pierre Soulès
- 1980-1981 : l'abbé Caillis, Jean-Louis Boyer, Claude Saunier
- 1981-1982 : Pierre Mondange
- 1982-1983 : Michel Vigneau, Pierre Trémoulet
- 1983-1984 : Michel Vigneau, Hervé Dupouy
- 1984-1985 : Michel Vigneau, Maurice Laborde
- 1985-1986 : Michel Vigneau, Bernard Lapeyrade
- 1986-1993 : Maurice Mésségué
- 1993-1994 : Jean-Louis Moro, Pierre Zachariadès
- 1995-1997 : Jacques Carté, Jean-Louis Bonastre
- 1997-1998 : Jacques Carté, Jean-Louis Bonastre, Joël Delbeau
- 1998-2002 : Joël Delbeau,
- 2002-2005 : Pierre Bligny, Claude Dupuy et Francis Dupouy
- 2005-2006 : Julien Vigneau, Patrick Rivière et Francis Dupouy
- 2006-2008 : Julien Vigneau et Patrick Rivière
- 2008-2010 : Michel Courtes et Pierre Zachariades
- 2010-2011 : Michel Courtes, Julien Vigneau (président délégué)
- 2011-2013 : Michel Courtes
- 2013-2014 : Michel Courtes, Mène Elie et Pierre Zachariades
- 2014-2015 : Michel Courtes, Régis Dagnac et Pierre Zachariades
- 2015-2016 : Joël Delbeau
- 2016-2019 : Michel Courtes et Jean-Jacques Pons
- 2019-2020 : Michel Courtes, Antoine Cournot, Jean-Jacques Pons, Jérôme Lhospital et Jean-Louis Keller
- 2020- : Jérôme Lhospital et Michel Courtes

### Les joueurs et entraîneurs emblématiques

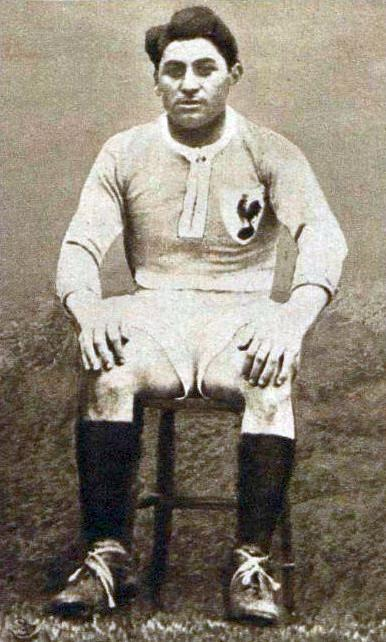
Vincent Graule
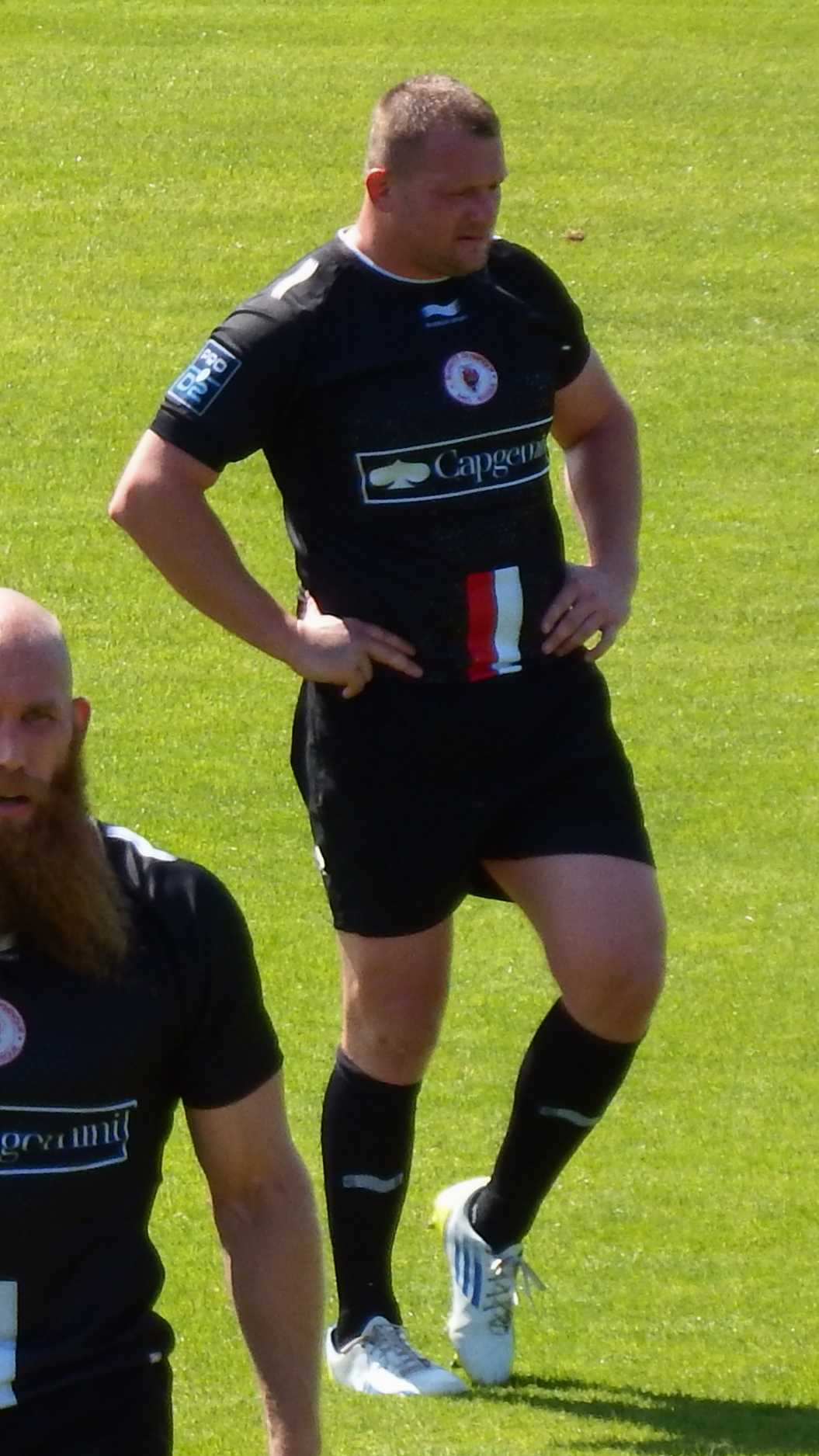
Benjamin Noirot
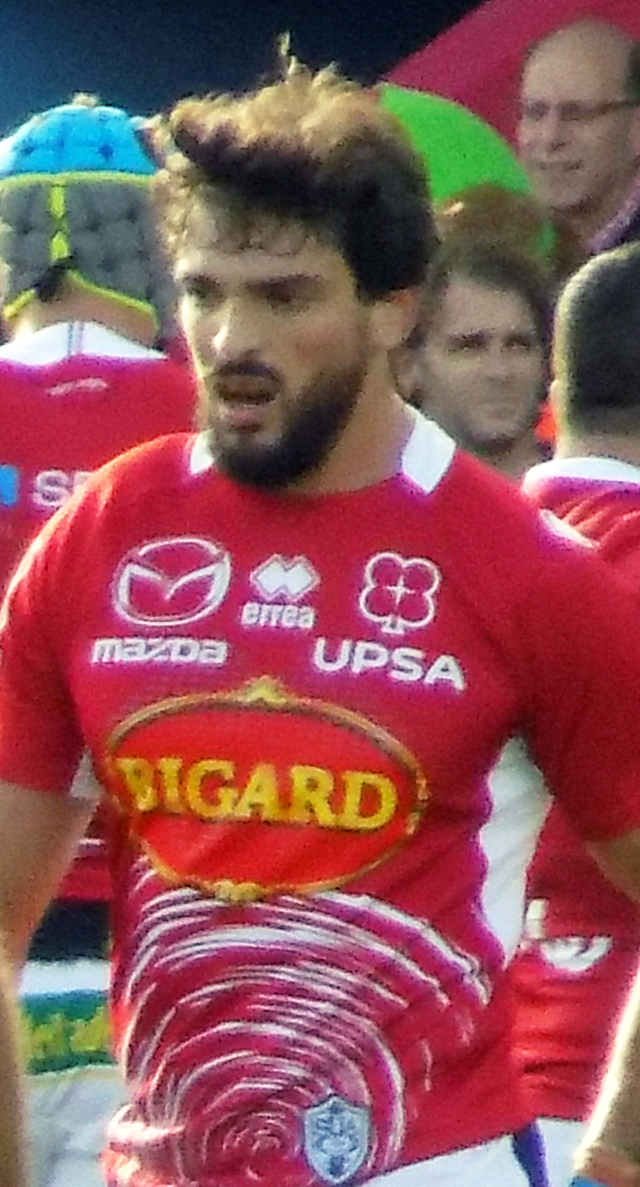
Julien Hériteau

- Jean Baptiste Fouroux
- Scott Murray
- Benjamin Noirot
- Djalil Narjissi
- Anthony Lagardère
- Luc Lafforgue
- Frédéric Couzier
- Eric Escribano
- Paul Biémouret[7]
- Guillaume Bouic
- Michel Crémaschi
- Patrick Diniz
- Jean-Louis Gaussens
- Patrice Brouet
- Jacques Gratton
- Jacques Londios
- Vincent Graule
- Marius Guiral
- Bernard Laffitte
- Marcel Laurent
- Jean-Marc Lorenzi
- Jean-Claude Malbet
- Gildas Moro
- Philippe Mothe
- Jean-Paul Trille
- Julien Hériteau (Ent. Fleurance Lectoure)
- Mickaël Carré
- Bernard De Giusti

## Structures

### Stade Marius Lacoste
Le stade a été nommé Marius Lacoste, en hommage à un résistant et ancien talonneur fleurantin.